# Comunidade Intermunicipal da Lezíria do Tejo

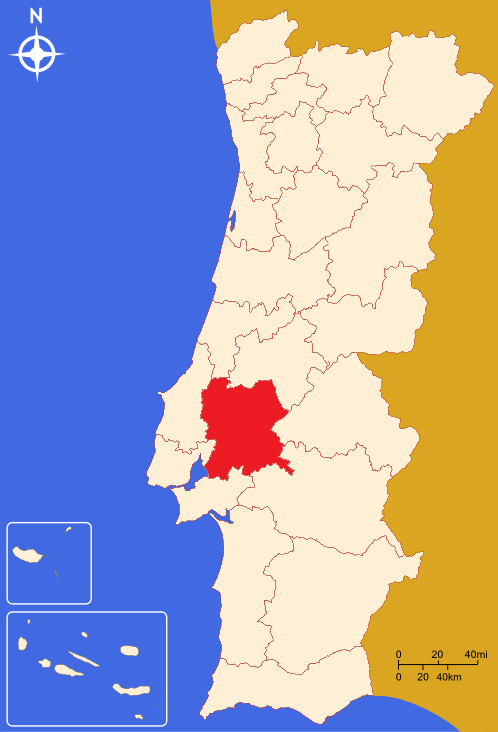
Comunidade Intermunicipal da Lezíria do Tejo

A Comunidade Intermunicipal da Lezíria do Tejo, também designada por CIMLT, é uma comunidade intermunicipal (CIM) de Portugal. É composta por 11 municípios. A área geográfica corresponde à NUTS III da Lezíria do Tejo.

## Municípios
| Município           | Área (em km²) | População (censo de 2011) |
| ------------------- | ------------- | ------------------------- |
| Almeirim            | 222,1         | 23.376                    |
| Alpiarça            | 95,4          | 7.702                     |
| Azambuja            | 262,7         | 21.184                    |
| Benavente           | 521,4         | 29.019                    |
| Cartaxo             | 158,2         | 24.462                    |
| Chamusca            | 746           | 10.120                    |
| Coruche             | 1115,7        | 19.944                    |
| Golegã              | 76,6          | 5.465                     |
| Rio Maior           | 272,8         | 21.192                    |
| Salvaterra de Magos | 243,9         | 22.159                    |
| Santarém            | 560,2         | 62.200                    |
| Total               | 4275          | 247.453                   |